# Kathryn Hulme

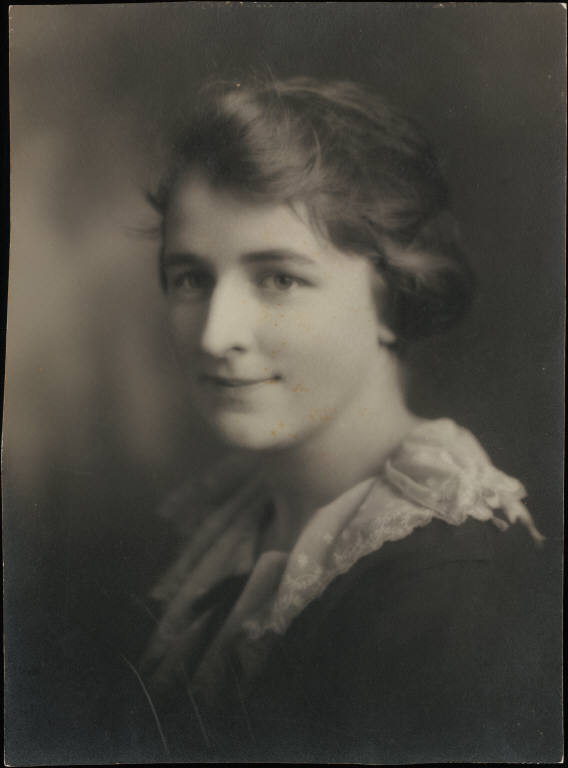
Kathryn Hulme um 1920

Kathryn Hulme, vollständig Kathryn Cavarly Hulme, (* 6. Juli 1900 in San Francisco; † 25. August 1981 in Līhuʻe, Kauai) war eine US-amerikanische Schriftstellerin. Am bekanntesten ist ihr Roman Geschichte einer Nonne, der 1956 erschien und 1959 auch verfilmt wurde.

## Biographisches
Kathryn Hulme war die Tochter von Julia Frances Cavarly Hulme und Edwin Page. Nach dem Besuch der Universität von Kalifornien 1918 bis 1921 und der Columbia University im Jahre 1922 besuchte sie das 1923 das Hunter College. Im Anschluss an das College arbeitete sie als Reporterin für den Daily Californian. In den dreißiger Jahren lebte sie in Paris, kehrte aber bei Ausbruch des Zweiten Weltkrieges nach Amerika zurück, wo sie für die Dauer des Krieges eine Arbeit als Schweißerin in einer Werft annahm. Nach dem Krieg ging sie nach Deutschland und engagierte sich in der besetzten Zone in verschiedenen Hilfsprojekten für Flüchtlinge.
Anfang der fünfziger Jahre siedelte sie wieder in die Vereinigten Staaten über, wo sie sich mit Marie Louise Habets, deren Erfahrungen sie in ihrem bekanntesten Roman verarbeitete, zunächst in Connecticut, dann in Südkalifornien und schließlich auf der hawaiianischen Insel Kauai niederließ. 1951 wurde sie durch die Taufe in die römisch-katholische Kirche aufgenommen.
In Phoenix hatte Marie Louise Habets eine Anstellung als Krankenschwester verloren, als die Leitung herausfand, dass sie eine frühere Ordensschwester war. Habets schlug Kathryn Hulme vor, ihre Geschichte etwas verfremdet zu Papier zu bringen, vielleicht könne dies „wenigstens etwas Gutes“ bewirken. Hulmes Buch Geschichte einer Nonne wurde schnell zu einem Bestseller. Die Verfilmung mit Audrey Hepburn in der Hauptrolle wurde für den Oscar nominiert. Dieser Roman Hulmes wurde vielfach fälschlich für halb autobiographisch gehalten, tatsächlich jedoch stellt er die Wiedergabe der Lebensgeschichte von Marie Louise Habets dar, einer belgischen Ordensschwester. In ihrer eigenen, etwas verfremdeten Autobiographie von 1938, We Lived as Children, beschreibt Hulme das Leben in San Francisco nach dem großen Erdbeben von 1906 aus der Perspektive eines Kindes.
Ein anderes Werk Hulmes, The Undiscovered Country: A Spiritual Adventure, stellt eine Schilderung ihrer studentischen Arbeit mit dem griechisch-armenischen Philosophen und Mystiker G. I. Gurdjieff dar, was schließlich in die Konversion zur römisch-katholischen Kirche mündete.
Kathryn Hulme ist außerdem die Autorin von Wild Place, in denen sie ihre Erfahrungen als Leiterin eines Lagers der UNRRA für polnische Flüchtlinge nach dem Zweiten Weltkrieg im deutschen Wildflecken schildert. Dieses Buch gewann 1992 den Atlantic Non-Fiction Award. In Wildflecken traf Hulme auch auf die belgische Krankenschwester Marie Louise Habets, die früher Ordensfrau gewesen war. Die Geschichte einer Nonne ist eine leicht verfremdete Version der Erfahrungen Habets’ im Ordensleben. Für dieses Werk wurde Hulme unter anderem mit dem Brotherhood Award of the National Conference of Christians and Jews ausgezeichnet.

## Werkverzeichnis
- How’s the Road (selbst herausgegeben), 1928
- Arab Interlude, Macrae Smith Company (Philadelphia), 1930
- Desert Night, The Macauley Company (New York), 1932
- We lived as children, A. A. Knopf (New York, London), 1938
- The Wild Place,  (Atlantic Prize for Nonfiction (1952)), Brown Little, 1953
- The Nun’s Story, Pocket Books, 1958
- Annie’s Captain, Little, Brown and Company (Boston, Toronto), 1961
- The Undiscovered Country: A Spiritual Adventure, Little, Brown & Co. (Boston, Toronto), 1967; neu aufgelegt Lexington MA, 1997
- Look A Lion In the Eye: On Safari Through Africa, Little, Brown & Co.(Boston, Toronto), 1974